# Сан Грегорио неле Алпи
Сан Грегорио неле Алпи (итал. San Gregorio nelle Alpi) је насеље у Италији у округу Белуно, региону Венето.
Према процени из 2011. у насељу је живело 313 становника. Насеље се налази на надморској висини од 545 м.

## Становништво
Према резултатима пописа становништва 2011. у општини је живело 1.607 становника.
| 1931. | 1936. | 1951. | 1961. | 1971. | 1981. | 1991. | 2001. | 2011. |
| ----- | ----- | ----- | ----- | ----- | ----- | ----- | ----- | ----- |
| 2.213 | 1.853 | 1.918 | 1.722 | 1.419 | 1.477 | 1.386 | 1.599 | 1.607 |